# Les Prés du Hem
Le parc des Prés du Hem est un parc périurbain situé à Armentières, dans la métropole lilloise, au nord de la France. D'une superficie totale de 120 hectares, il a été créé autour d'un lac artificiel de 44 hectares destiné à être une réserve d'eau. On y pratique des activités nautiques et il existe des animations à destination des familles.

## Historique
Le site fut longtemps une zone de marécage. Le lac artificiel a été créé à la fin des années 1970 pour constituer une réserve hydraulique pour la région de Lille. Il a été aménagé en parc de loisirs au début des années 1980.

## Activités

### Activités liées au lac

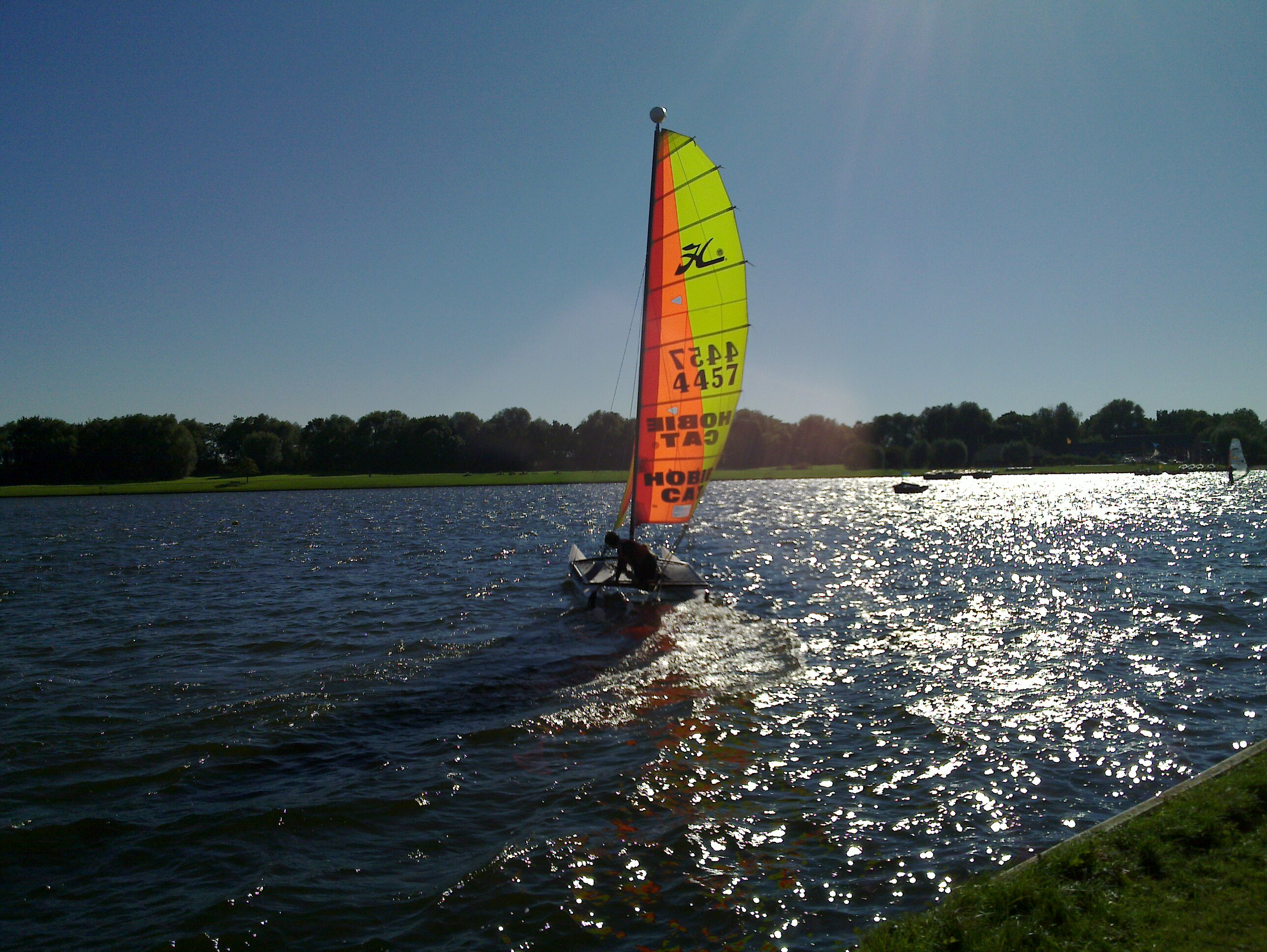
L'activité catamaran aux Prés du Hem

On y pratique des sports et activités nautiques tels que :
- la planche à voile
- le catamaran
- le kayak
- le dériveur
- l'optimiste
- le pédalo
- la natation

### Autres activités de plein air
De nombreuses activités naturalistes sont également proposées : parcours du marais des contrebandiers, parcours pieds nus, parcours d'accrobranche, minigolf, jeux et loisirs de plein air.

## Rôle Naturel
C'est une réserve ornithologique qui abrite de nombreuses espèces.